# Ptilinopus magnificus
El tilopo magnífico (Ptilinopus magnificus) es una especie de ave columbiforme de la familia Columbidae de bello colorido que habita en Nueva Guinea y ciertas zonas de Australia.

## Características
El Tilopo magnífico es una ave sedentaria y es el mayor de los tilopos; puede alcanzar el tamaño de una gallina, lo que sería alrededor de unos 46 centímetros. Anida en la pluvisilva de tierras bajas y se alimenta de frutos. 
Tiene un reclamo gutural, con un sonido extrañamente humano. Los sexos en la especie son similares entre sí y suele poner un único huevo en la puesta. Es localmente común en las zonas en las que habita.

## Subespecies
Se conocen ocho subespecies de Ptilinopus magnificus:
- Ptilinopus magnificus alaris - islas del oeste de Papúa (Waigeo, Misool, Batanta y  Salawati).
- Ptilinopus magnificus assimilis - noreste de Australia (Península del Cabo York).
- Ptilinopus magnificus interpositus - oeste, centro y sudoeste de  Nueva Guinea.
- Ptilinopus magnificus keri - noreste de Australia (Bellenden Ker Range, noreste de Queensland)
- Ptilinopus magnificus magnificus - este de Australia (del sur de Queensland al norte de Nueva Gales del Sur).
- Ptilinopus magnificus poliurus - sudeste de Nueva Guinea (al oeste hasta el golfo de Huon y el río Edrich).
- Ptilinopus magnificus puella - noroeste de Nueva Guinea (montes Vogelkop)
- Ptilinopus magnificus septentrionalis - norte y noreste de Nueva Guinea, islas Yapen, Manam y Karkar.